# 生目神社
生目神社（いきめじんじゃ）は、宮崎県宮崎市大字生目にある神社。亀井山と称する丘上に東面して鎮座し、「日向の生目様」と呼ばれる古くから眼病に霊験あらたかな神社との信仰を集める。旧社格は県社。

## 祭神
品陀和気命（ほんだわけのみこと）（応神天皇）と藤原景清公を主祭神に、彦火瓊々杵尊、彦火火出見尊、鵜茅葺不合尊の3柱を相殿に祀る。

## 由緒
鎮座地周辺は豊前宇佐八幡宮の神領地である宮崎庄に含まれるため、荘園の鎮守として八幡神を勧請したのが創まりと考えられ、『宇佐大鏡』に因れば天喜4年（1056年）には既に鎮座していたようであるが、元亀、天正の頃（16世紀末）、兵火に罹って記録類を焼失したために詳しい沿革は不明である。なお、「生目」の神社名については一説に、源平合戦（治承・寿永の乱）の後に源頼朝に捕らわれた藤原景清が、源家の栄達を目にすることを厭うとともに源家への復讐を断念するために自身の両眼を抉ったところ、その志を賞した頼朝から日向勾当という勾当職と日向国の地300町（およそ3,600坪）を与えられたといい、当地へ下向した景清の没後にその（抉った）両眼を祀ったことによると伝えるが、別に、古くからの眼病治癒の霊地であったために「生目（活目）八幡宮」と称したとも、景行天皇の熊襲征伐の途次、先帝である活目入彦五十狭茅尊（いきめいりひこいさちのみこと。垂仁天皇）の崩御日にその霊を祀る祭祀（先帝祭）を当地において営んだため、住民がこれを嘉して引き続き聖地として崇め、「活目八幡宮」と称えたともいう。なお、藤原景清が祀られるに至った経緯については庄官等の宮崎庄の経営に関係した人物に偶々「悪七兵衛」か「景清」を名とする者がおり、これを著名な藤原景清に付会する説が起こったためと解する説もある。
明治3年（1870年）に現在の社名に改め、同5年郷社に列し、翌6年県社に昇った。

## 信仰
鎮座地の亀井山に湧く清水が6方へと流れ、亀の頭、尾、左右手足を髣髴とさせるが、かつては眼病を患う者がこの水を掬って目を濯ぐ習わしがあり、現在も眼疾治癒を望む参詣者はこの水で沸かした茶を飲む。戦前には熊本県の天草等の眼疾患者が農閑期を選んで参拝し、平癒祈願の成就を願ってこの水を汲みつつ1箇月、3箇月と逗留し、その間は筵を打つ等して生活費を稼いだという。
また、元祿2年（1689年）3月3日に豊後国日田郡の郡代、池田季隆が参詣し「かげ清く照らす生目の鑑（かがみ）山、末の世までも曇らざりけり」と詠じたところ、「鑑山」を「水鑑」と改め、これを唱える事で霊験が得られようとの神託が下ったため、季隆により「かげ清く照らす生目の水鑑、末の世までも曇らざりけり」と改められ、爾来神詠歌として参詣者に唱えられることとなった。

## 祭祀

### 神事
古くは3月と9月の17日が祭日とされたが、現在は11月23日に例祭が斎行され、3月15日に近い前後の土曜日には里神楽祭があり、生目神楽が奉納される。
旧暦1月15日から17日にかけて行われる縁日祭は参道に屋台が立ち並び1年で一番賑う縁日であるが、宮崎平野に春をもたらす「春告げ祭り」であるとももされ、期間中は本殿において五穀豊穣等が祈願され、下述する大銀杏の下では神庭（こうにわ）が設えられて生目神楽数番が奉納される。また、「おこし米」という名物も売られていた。 

### 神職
高妻氏が代々の社家として勤める。同氏は景清の日向下向に従った家臣であったという。

## 社殿
本殿は文政10年（1827年）の造営にかかる桁行3間梁間2間の入母屋造平入銅板葺。拝殿は昭和9年（1934年）造営の入母屋造平入。

## 境内社
末社が2社。下述黄心樹（おがたまのき）の樹下に八坂神社が、楠（くすのき）の樹下に若宮神社が鎮座する。若宮神社には「風邪の神」との信仰があり、節を抜いた篠竹を供えて無病息災を祈る風習がある。
なお黄心樹や楠を始めとする境内社叢は、明治3年に樟材伐採の布令が出された折に代納として玄米3石8斗を供出することでその難を免れている。

## 文化財

### 重要文化財（国指定）
- 木造神王面（宝治二年銘） 附：木造神王面（天文五年銘）

宝治銘神面は縦51.2センチメートル、横31.1センチメートル、鼻の高さ22.7センチメートル。裏面の「土持右衛門尉田部通綱、宝治二年五月日」の墨書銘から鎌倉時代中期の宝治2年（1248年）の作である事が判り、現在確認されている県内最古の有銘仮面とされ、また県土持氏の2代目である通綱の存在を裏付ける史料ともなっている。天文銘神面は、縦62.1センチメートル、横44.0センチメートル、鼻の高さ26.3センチメートルで、裏の銘文に「生目八幡宮奉寄進大台面、石塚図書助藤原朝臣祐政、（中略）天文五年丙申十月」とあり、室町時代後期の天文5年（1536年）に伊東氏の支流と思われる石塚祐政が子孫繁昌を願って寄進したものであることが判る。
ともに紐孔が無いことや、形状や大きさ、型式からみて、被るための面ではなく当初から奉納を目的に制作されたものと考えられ、それぞれの時代様式を備えると共に、中世における地頭層の信仰とそれが神面史に与えた影響を窺わせるものでもあり、文化史や民俗学的に意義あるものと認められている。2003年（平成15年）10月16日、県の有形文化財（工芸品）に指定。2018年、国の重要文化財に指定。

### 宮崎市指定
- 木造神面2面

1面は元文3年（1738年）の銘を有す縦30.6センチメートル、横30.2センチメートル、鼻の高さ17.5センチメートルの大振りの面。各部の造形や彩色から、近世におけるこの種の仮面製作の一端を窺わせる貴重な遺品とされる。もう1面は、縦24.4センチメートル、横18.2センチメートル、鼻の高さ11.3センチメートル。元文銘の面よりも自在に彫られている事から制作時期はそれより古いと見られ、残欠する「□六丑年」の銘から慶長6年（1601年）の作と推定されている。他の神面に比べると小振りであるが、裏の仕上げの状態からこれも奉納目的で制作されたものと思われ、奉納面の一資料として貴重なもの。
2面とも県指定の2面と併せて中世から近世にかけての当神社の信仰状況を連続して示すものとして重要である。2004年（平成16年）3月29日指定、有形文化財。
オガタマノキ（黄心樹）
本殿の南側に神木として植栽されたもので、目通り幹周3.2メートル、樹高17.5メートル、樹冠は東西15メートル余りに及ぶ巨木。県内は同種の木が少なく、西都市三宅寺崎と天岩戸神社（西臼杵郡高千穂町）境内のものと3件が知られるが、本樹は最大のものであり、その稀少性と、神木として植栽、保存、伝承されるという歴史的意義が評価される。1973年（昭和48年）3月12日指定、天然記念物。
クスノキ（楠）
本殿北側に立ち、オガタマノキと対をなす巨木で、目通り幹周8.65メートル、樹高25メートルに及ぶ。これも地域住民からは神木とされており、県内の植生状況における稀少性に加え、保存、伝承されることによる物心両面の教育的価値があるとされる。1973年（昭和48年）3月12日指定、天然記念物。
その他、境内に聳える銀杏は、幹周6.24メートル、樹高34メートルに及ぶ巨木で樹齢は300年とされ（1992年現在）、1992年（平成4年）3月に「みやざきの巨樹百選」に認定されている。

## 他の生目神社
- 生目神社 - 熊本県八代市鏡町塩浜370に鎮座。1911年（明治44年）、東己之吉によって当神社の分霊を勧請し創祀された。